# Замок Кілгоббін (Корк)
Замок Кілгоббін (англ. Kilgobbin Castle) — один із замків Ірландії, розташований у графстві Корк, розташований на пагорбі на західному березі річки Бандон, біля селища Баллігандер, на захід від міста Кінсейл. Башта має два поверхи з склепінчастими стелями. На першому поверсі була одна велика кімната зі склепінчастою стелею. На одному з кутів є залишки сходів на верхні поверхи. Архітектура замку дуже подібна до інших замків, що були побудовані на річці Бандон. Під час нещодавньої реставрації була відновлена кладка навколо вікон.

## Історія замку Кілгоббін
Замок Кілгоббін — квадратна п'ятиповерхова вежа. Найдавніший замок Кілгоббін був побудований родиною Волш у XV столітті. Потім замок потрапив у власність ірландського ватажка Мак Карті Рібах у XVI столітті і був ним перебудований. Після придушення повстання за незалежність Ірландії на початку XVII століття замок перейшов у власність родини Сарсфілд. Ірландії Олівером Кромвелем в 1652 році замок був конфіскований у попередніх власників — у клану Мак Карті Ре і дарований аристократичній родині Палмер. У XVIII столітті замок був закинутий і перетворився на руїни. У 2004 році реставраційні роботи в замку розпочав Мартін Мак Карті.

## Легенди про замок Кілгоббін
Згідно легенд в замку чи біля замку Кілгоббін був схований величезний скарб, який досі не знайдений. Згідно іншої легенди в замку періодично з'являється привид лицаря у повному обладунку. Згідно іншої легенди в замку періодично з'являється привид жінки, що несе в руках золоті прикраси.